# Аквавива деле Фонти
Аквавива деле Фонти (итал. Acquaviva delle Fonti) је насеље у Италији у округу Бари, региону Апулија.
Према процени из 2011. у насељу је живело 20536 становника. Насеље се налази на надморској висини од 301 м.

## Становништво
Према резултатима пописа становништва 2011. у општини је живело 21.038 становника.
| 1931.  | 1936.  | 1951.  | 1961.  | 1971.  | 1981.  | 1991.  | 2001.  | 2011.  |
| ------ | ------ | ------ | ------ | ------ | ------ | ------ | ------ | ------ |
| 12.452 | 12.809 | 14.125 | 14.664 | 16.015 | 18.390 | 21.229 | 21.613 | 21.038 |

## Партнерски градови
- San Miguel de Allende